# 우주 생명체 블롭
《우주 생명체 블롭》(영어: The Blob)은 미국에서 제작된 척 러셀 감독의 1988년 SF 공포 영화이다. 1958년 동명 영화의 리메이크 작품이다. 케빈 딜런, 쇼니 스미스 등이 출연하였고, 잭 H. 해리스 등이 제작에 참여하였다.
박스 오피스에서 실패하였다.

## 줄거리
우주에서 떨어졌으며 점균류를 닮은 물질 "블롭"과 접촉한 떠돌이 노인이 길에 쓰러진다. 치어리더 메그, 미식축구 스타 폴, 외톨이 브라이언이 노인을 발견하고 병원에 데려간다. 병원에서 블롭에 노출된 노인의 하반신이 녹아내린 뒤 폴 역시 블롭에 소화된다. 곧 블롭은 마을을 돌아다니며 마주치는 모든 인간을 집어삼키기 시작한다. 

## 출연진
- 케빈 딜런
- 쇼니 스미스
- 도너번 리치
- 제프리 더먼
- 캔디 클라크
- 조 세니카
- 델 클로스
- 아트 러플루어
- 리키 폴 골딘
- 폴 매크레인
- 로버트 액설로드
- 빌 모즐리
- 에리카 얼레니액
- 잭 낸스

## 기타 제작진
- 라인 제작: 루퍼트 하비
- 배역: 조해나 레이
- 미술: 크레이그 스턴스
- 의상: 조지프 A. 포로
- 특수 효과: 토니 가드너, 호이트 예이트먼
- 조감독: 조시 매클로글런, J. 톰 아출레타

## 같이 보기
- 분노의 대결투
- 괴물 (1982년 영화)